# Hármas szövetség (1717)
A hármas szövetséget (németül: Tripelallianz, franciául: Triple-Allianz) 1717. január 4-én Hágában kötötte meg Nagy-Britannia Királysága, a Holland Köztársaság és a Francia Királyság, az utrechti szerződések revízióját követelő Spanyolország hódító tervei ellen. 1718. augusztus 2-án a Német-római Birodalom csatlakozásával négyes szövetséggé bővült, és megindította a négyes szövetség háborúját (1718–1720).

## Előzmények
A spanyol örökösödési háború után V. Fülöp király és főminisztere, Giulio Alberoni bíboros erőteljes fegyverkezésbe kezdett, hogy az az utrechti és a rastatti békeszerződés értelmében elveszített itáliai spanyol birtokokat visszaszerezze. Spanyolország bejelentette igényét Szicíliára (amelyet a Savoyai-háznak ítéltek) és Szardíniára, amely a Habsburg Ausztria birtoka volt. Emellett a spanyol kormány párizsi nagykövete összeesküvést szervezett, hogy megdöntse Orléans-i Fülöpnek, Franciaország régensének hatalmát, és V. Fülöp spanyol királyt tegye meg a kiskorú francia király, XV. Lajos gyámjává. A szervezkedést a Régens meghiúsította, de a próbálkozás megmutatta, hogy Spanyolország a két Bourbon-királyság (utrechti szerződésbe ütköző) egyesítésére törekszik.

## A szövetségi szerződés tartalma
1717. január 4-én Hágában Guillaume Dubois abbé, Franciaország külügyminisztere és Pierre Antoine de Châteauneuf márki (1644–1728), Orléans-i Fülöp hercegnek, Franciaország régensének küldöttei, William Cadogan, Cadogan earl-je (1675–1726), I. György brit király főmegbízottja, valamint a Hollandiai Egyesült Tartományok küldöttei Hágában háromhatalmi szövetségi szerződést írtak alá. Az egyezmény fő pontjai a következőket tartalmazták:
- A felek megerősítik és ratifikálják az 1713-as utrechti békeszerződésben foglalt megállapodásokat.
- Franciaország kiutasítja területéről az Avignonban élő James Stuartot (1688–1766), az elűzött II. Jakab angol király fiát, az „Old Pretendert”, aki III. Jakab néven Anglia, VIII. Jakab néven Skócia trónjának követelője volt, a jakobiták támogatásával.
- A Hollandiai Egyesült Tartományok kiutasítja területéről James Stuart trónkövetelőt és támogatóit, akiket a brit kormány lázadóknak tekint.
- Franciaország kötelezi magát, hogy lerombolja a Mardyke-csatornát, amelyet Dunkerque kikötőjének – az utrechti békeszerződés által előírt – lerombolásakor épített.
- Ha az aláíró felek bármelyikét idegen állam részéről támadás érné vagy belső lázadás veszélyeztetné, a többi aláíró fél közösen katonai segítséget nyújt neki. Erre az esetre mind Franciaország, mind Nagy-Britannia 8000 gyalogost és 2000 lovas katonát állít ki. A Holland Egyesült Tartományok 4000 gyalogost és 1000 lovast küldenek. A megtámadott ország kívánságára ezeket a csapatokat egyenértékű haditengerészeti erővel lehet helyettesíteni. Ez a pont csak az aláíró felek Európán belüli területeire vonatkozik.

## Következmények
A pozsareváci békekötés után a Habsburg Birodalom hadereje felszabadult, és VI. Károly német-római császár is csatlakozott a Hármas Szövetséghez. 1718. augusztus 2-án a londoni egyezményben a szövetség Négyes Szövetséggé bővült. 1718. december 17-én Nagy-Britannia hadat üzent Spanyolországnak, megindult a négyes szövetség háborúja, amely 1720-ban Spanyolország vereségével és a hágai békeszerződés megkötésével végződött.